# Avibirnavirus
Die monotypische Gattung Avibirnavirus umfasst nur eine Virusspezies aus der Familie der Birnaviridae, und zwar das Virus der Infektiösen Bursitis (en. Infectious bursal disease virus, IBDV), welches früher als Gumboro-Virus bezeichnet wurde.
Die unbehüllten Virionen des IBDV sind 60 nm im Durchmesser groß und zeigen eine ikosaedrische Symmetrie mit einer Triangulationszahl von T=13. Das Genom ist in zwei Segmente einer doppelsträngigen RNA geteilt. Das Segment A hat eine Größe von 3183 bp, das Segment B von 2715 bp. Es sind zwei Serotypen 1/2 des IBDV beschrieben, von denen der Serotyp 1 bei Hühnervögeln pathogen ist, hingegen der Serotyp 2 bei diesen keine Erkrankung hervorruft.
Das Virus verursacht eine Erkrankung bei Hühnervögeln, die Infektiöse Bursitis, welche mit Entzündungen und Beeinträchtigung des Immunsystems einhergeht. Das Virusprotein VP2 vermag in Säugetierzellen eine Apoptose auszulösen, im Lymphgewebe von erkrankten Tieren werden dadurch besonders B-Lymphozyten zerstört. Das Virus ist hochkontagiös und weltweit verbreitet.